# Bloor-Passage
Die Bloor-Passage ist eine Meerenge vor der Westküste der Antarktischen Halbinsel. Sie trennt im Wilhelm-Archipel ausgehend vom Meek-Kanal in nördlicher Richtung die Insel Corner Island von der Uruguay-Insel, die beide zur Gruppe der Argentinischen Inseln gehören.
Das UK Antarctic Place-Names Committee benannte die Passage 1959 nach Able Seaman Vincent Thomas Bloor (* 1933) von der Royal Navy, Mitglied der britischen hydrographischen Vermessungseinheit, die zwischen 1957 und 1958 in diesem Gebiet tätig war.